# Sheratan
Sheratan (Beta d'Àries / β Arietis) és una estrella de la constel·lació d'Àries, és la segona banya del moltó. Al Sharatan significa "els dos signes", una referència al fet que l'estrella marcava l'equinocci vernal juntament amb la seva companya binària Gamma Arietis fa molts de milers d'anys.
Té una magnitud aparent de +2,66. És del tipus espectral A5V (una estrella blanca de la seqüència principal). Està a 59,6 anys llum de la Terra.
Aquesta estrella és una binària espectroscòpica. La seva companya orbita en 107 dies amb una excentricitat molt gran de 0,88. Basant-se en la massa estimada de la companya és semblant a una estrella de la classe G.